# Michael Geitner
Michael Geitner (* 1964 in München) ist ein deutscher Pferdetrainer und Sachbuchautor.

## Werdegang
Michael Geitner wuchs auf einer von seinen Eltern betriebenen Westernranch auf. Nach einer Handwerkslehre und einer kaufmännischen Ausbildung arbeitete er als Automobil-Fachverkäufer. 1994 machte er sich selbständig als Schilder- und Lichtreklamehersteller.
1997–2007 betrieb Michael Geitner einen „Pony of America“-Zuchtbetrieb. 1997 importierte er die „POA“-Stute „Bounce Back Val“. Sie war die erste mit amerikanischen Papieren ausgestattete „Pony of America“-Stute, die nach Europa importiert wurde. POA-Hengst „Santee Champ“ folgte ihr 1999 aus den USA.
Seit 1999 gibt Michael Geitner Lehrgänge für Pferdebesitzer, anfangs überwiegend für Menschen, die Schwierigkeiten mit Pferden hatten. 2002 war Michael Geitner mit der Erziehung einer fast unzähmbaren Mischung aus Pferd und Zebra namens „Zesel“ erfolgreich. Durch die monatlich erschienenen Tagebuchstorys im Pferdemagazin „Cavallo“ wurde der Erfolg bekannt;  das Ganze wurde auch auf Video dokumentiert. Es folgten Bücher: Be Strict und Be Strict im Sattel.
Geitner entwickelte 2004 die Dual-Aktivierung®, seither bildet er jährlich Dual-Aktivierungstrainer aus und trainiert Pferde nach dem erfolgreichen Konzept. Es wurden DVD-Filme von seiner Methode erstellt. Sein Buchprojekt „Kulante Konsequenz“ beschreibt die Veränderung und die „Pferdemensch Werdung“ des Trainers. Seit Dezember 2005 ist Michael Geitner Besitzertrainer für Galopprennpferde. 2012 schuf Michael Geitner das Ausbildungskonzept „Pferde-Wissen Kompakt“, welches Wissen ums Pferd umfasst.
Das neueste Trainingskonzept von Michael Geitner nennt sich Equikinetic®. Die Equikinetic ist ein Longierprogramm, das auf dem isokinetischen Trainingsprinzip beruht. Dieses Longierprogramm ist ein Intervalltraining an der Longe, bei dem innerhalb verschiedener Übungen Muskelgruppen für eine bestimmte Zeit gleichmäßig stark angespannt und so trainiert werden.

## Veröffentlichungen

### Bücher
- Be Strict – Denken wie ein Pferd. Müller Rüschlikon Verlag, ISBN 978-3-275-01771-3.
- Be strict – im Sattel. Müller Rüschlikon Verlag, ISBN 978-3-275-01478-1.
- Dual-Aktivierung. Müller Rüschlikon Verlag, ISBN 978-3-275-01751-5.
- Kulante Konsequenz – Mein Weg zu den Pferden. Müller Rüschlikon Verlag, ISBN 978-3-275-01637-2.
- Geitners Dual-Kit + 30 Karten mit Parcours und Trainingstipps. Müller Rüschlikon Verlag, ISBN 978-3-275-01846-8.
- Equikinetic ®: Pferde effektiv longieren. Müller Rüschlikon Verlag, ISBN 978-3-275-02009-6.

### DVDs
- Zesel – Eine wilde Geschichte, Dogtale-Movies, 2008, 30 Min., 2. Auflage 21. September 2007, ISBN 978-3-937-322063
- Dual-Aktivierung Grundkurs – DVD, Müller Rüschlikon Verlag
- Dual-Aktivierung Aufbaukurs – DVD, Müller Rüschlikon Verlag
- Equikinetic® - die DVD: Equikinetic® | Gerittene Dual-Aktivierung | Positionsarbeit , Müller Rüschlikon Verlag